# Agnieszka Rabka
Agnieszka Rabka z d. Śrutowska (ur. 30 sierpnia 1978 w Krakowie) – polska siatkarka grająca na pozycji rozgrywającej. Czterokrotna mistrzyni Polski. W latach 2004–2010 2-krotna reprezentantka Polski.
Zakończyła karierę w 2019.

## Sukcesy klubowe
Mistrzostwo Polski:
- 2008, 2009, 2011, 2015
- 2010, 2012
- 2004, 2019

Superpuchar Polski:
- 2009, 2011, 2014

Puchar Polski:
- 2011

Puchar Challenge:
- 2016

## Nagrody indywidualne
- 2019: Najlepsza rozgrywająca Pucharu Polski

## Życie osobiste
11 czerwca 2011 wyszła za mąż za Piotra Rabkę. Postanowiła zawiesić karierę sportową po zakończeniu sezonu 2011/2012 i poświęcić się sprawom osobistym. W 2012 urodziła syna Piotra.